# Witold Scheuring (prawnik)
Witold Gustaw Jerzy Scheuring (ur. 10 lipca 1897 we Lwowie, zm. 26 grudnia 1980 w Sanoku) – polski doktor praw, urzędnik ministerialny II Rzeczypospolitej, sędzia, adwokat, radca prawny, notariusz. Obrońca Lwowa, podporucznik rezerwy piechoty Wojska Polskiego II RP i oficer Polskich Sił Zbrojnych na Zachodzie.

## Życiorys
Witold Gustaw Jerzy Scheuring urodził się 10 lipca 1897 we Lwowie. Był synem Hermana, c. k. radcy leśnictwa i krajowego inspektora lasów, w okresie II Rzeczypospolitej kierownika inspekcji leśnej we Lwowie, oraz Stanisławy z domu Jarolin. W 1913 ukończył VI klasę w C. K. Gimnazjum VIII we Lwowie. W 1915 zdał maturę w Prywatnym Gimnazjum im. Adama Mickiewicza we Lwowie (w jego klasie był Włodzimierz Paygert).
Podczas I wojny światowej został powołany do służby w c. i k. armii i przed 1916 był jednorocznym ochotnikiem w c. k. 30 pułku piechoty. Na przełomie 1916/1917 przeszedł szkolenie oficerskie w wymiarze kilkunastu tygodni. Potem do 1919 służył w szeregach 30 pp pełniąc głównie funkcje instruktorskie i dowódcze. We wrześniu 1918 urlopowany w celu kontynuacji studiów, po czym wrócił do Lwowa. U kresu wojny w listopadzie 1918 wraz z Orlętami Lwowskimi uczestniczył w obronie Lwowa w 1918 (w walkach brali udział także jego bracia Herman Zdzisław i Wiesław). Na froncie wojny polsko-ukraińskiej służył w szeregach 5 pułku artylerii polowej w stopniu podoficerskim w charakterze obserwatora artyleryjskiego. Wiosną 1919 krótkotrwale przebywał w niewoli ukraińskiej. Następnie brał udział w działaniach wojny polsko-bolszewickiej do jej końca; w stopniach sierżanta i podchorążego np. jako adiutant dowódcy szpitaly etapowych w Tarnopolu i w Krakowie. W grudniu 1920 został przeniesiony do rezerwy. Awansowany na stopień podporucznika rezerwy piechoty ze starszeństwem z dniem 1 czerwca 1919. W 1923, 1924 był oficerem rezerwowym do 52 pułku piechoty Strzelców Kresowych w garnizonie Chełm, w 1934 był oficerem rezerwowym 61 pułku piechoty.
Ukończył studia prawnicze na Wydziale Prawa Uniwersytetu Jana Kazimierza we Lwowie, uzyskując stopień naukowy doktora praw w 1922. Od 19 maja 1921 jako kandydat notarialny przez niespełna osiem miesięcy odbywał praktykę w Ropczycach. Wstąpił do służby państwowej, został zatrudniony w Ministerstwie Wyznań Religijnych i Oświecenia Publicznego, gdzie był powołany jako praktykant od 1 sierpnia 1923, 16 grudnia 1923 został mianowany pomocnikiem referenta, a następnie referendarzem od 1 lutego 1925. W tym stanowisku 1 listopada 1928 został zastępcą rzecznika dyscyplinarnego Wyższej Komisji Dyscyplinarnej w Ministerstwie Wyznań Religijnych i Oświecenia Publicznego, a z dniem 31 stycznia 1929 został zwolniony z tego stanowiska w związku z przejściem do służby sądowej. Jako egzaminowany aplikant sądowy 6 czerwca 1931 został mianowany asesorem sądowym w okręgu Sądu Apelacyjnego w Toruniu i pracował w Sądzie Grodzkim w Toruniu. Od czerwca 1932 był sędzią Sądu Grodzkiego w Toruniu, a od około 1935 do 1939 był sędzią Sądu Okręgowego w Gnieźnie. W latach 30. zamieszkiwał w Toruniu przy ul. Fryderyka Szopena 19 (1932) i przy ul. Adama Mickiewicza 109 (1936).
Po wybuchu II wojny światowej i rozpoczęciu kampanii wrześniowej został wcielony do armii i przydzielony do Komendy Powiatowej Policji Państwowej w Gnieźnie, a następnie ewakuował się na wschód. Po agresji ZSRR na Polskę z 17 września został rozbrojony przez Sowietów w Złoczowie. W tym samym miesiącu dotarł do Lwowa, gdzie połączył się z żoną i synem, którzy wyjechali z Gniezna przed wybuchem wojny. Po nastaniu okupacji sowieckiej był bezrobotny, a 9 kwietnia 1940 został aresztowany przez Sowietów. Początkowo był osadzony we lwowskim więzieniu Brygidki, a następnie przenoszony do Kijowa (w czerwcu 1940; w tym czasie jego żona została deportowana w głąb ZSRR), do Czernihowa (lipiec 1940), do Nowogrodu Siewierskiego i do Charkowa. Pod koniec 1940 został skazany został skazany na karę 8 lat pobytu w obozach poprawczych. Zesłano go na Daleki Wschód do obozu Buchta-Nachodka na północ od Władywostoku nad Zatoką Nachodka. Na mocy układu Sikorski-Majski z 30 lipca 1941 zwolniono go w listopadzie 1941.
Następnie udał się na ziemie kazachskie. Przebywał w szpitalach w Akmolińsku, Semipałatyńsku, gdzie spotkał się z żoną i przebywał z nią cztery miesiące. Pod koniec marca 1942 wstąpił do formowanej Armii Polskiej w ZSRR gen. Władysława Andersa. Wpierw otrzymał przydział do Ośrodka Zapasowego Armii w Guzarze, potem skierowany do 10 dywizji piechoty na stanowisko dowódcy plutonu, latem 1942 był sędzią sądu polowego w 5 Dywizji Piechoty, a w listopadzie tego samego roku otrzymał dwuletni urlop z uwagi na stan zdrowia. W styczniu 1942 ponownie go zmobilizowano do służby czynnej i przydzielono do Rezerwy Oficerskiej Ośrodka Zapasowego Armii, skąd odkomenderowano do służby na tyłach. W grudniu 1944 skierowany do Biura Rozrachunkowego Armii Polskiej na Wschodzie.

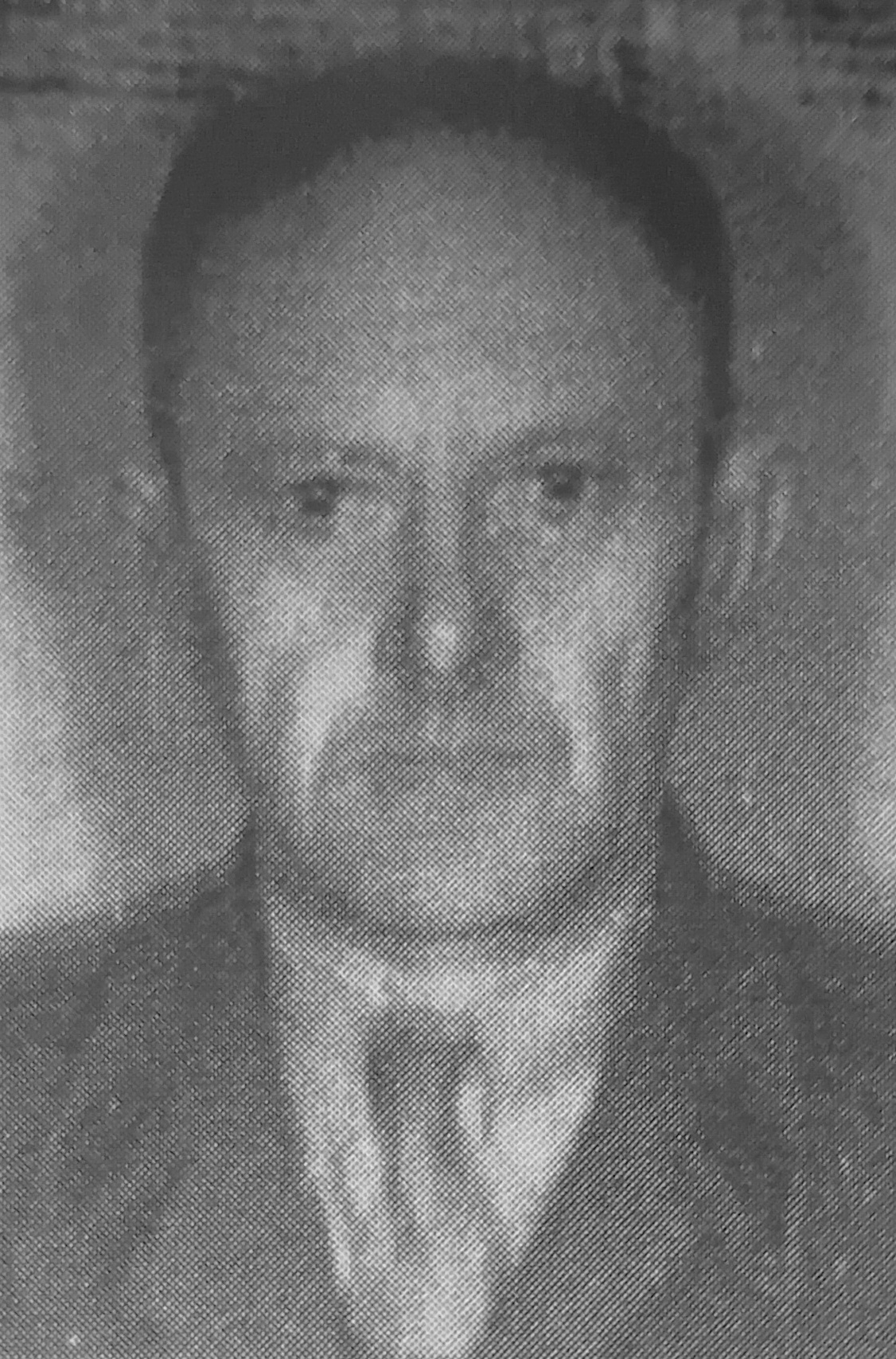
Witold Scheuring po powrocie do Polski w 1947

W listopadzie 1946 trafił do Wielkiej Brytanii. Na początku 1947 zgłosił się do służby w Polskim Korpusie Przysposobienia i Rozmieszczenia, do którego przyjęto go w maju tego samego roku. Następnie zgłosił zamiar wyjazdu do Polski, gdzie powrócił 19 grudnia 1947, łącząc się z rodziną.
Przez pierwszy rok w Ojczyznie mieszkał w Krakowie. Od lutego 1948 prowadził praktykę adwokacką, pracował w zespole adwokackim oraz jako radca prawny w Makowie Podhalańskim. Następnie przeprowadził się do Międzyrzecza, gdzie początkowo nadal był adwokatem, a od 1 kwietnia 1964 wyłącznie radcą prawnym. W połowie lat 60. pracował na stanowisku rejonowego radcy prawnego w Okręgowej Spółdzielni Mleczarskiej w Międzyrzeczu. W okresie PRL pozostawał w stopniu podporucznika i był bezpartyjny. Był rozpracowywany przez komunistyczne służby, a sprawę ewidencyjno-obserwacyjną, założoną w związku z jego służbą w 2 Korpusie PSZ prowadzono od drugiej połowy lat 40. do 1974. W Międzyrzeczu w 1966 został członkiem Związku Bojowników o Wolność i Demokrację, a potem należał do koła ZBoWiD w Sanoku. W 1977 otrzymał zaświadczenie kombatanta. W kwietniu i maju 1978 na łamach „Gazety Sanockiej – Autosan” zabrał głos w sprawie kondycji sfery kultury w Sanoku. Był rozpracowywany przez Wojewódzki Urząd Spraw Wewnętrznych w Krakowie. W Sanoku zamieszkiwał przy ulicy Romualda Traugutta. W tym mieście zmarł 26 grudnia 1980. Trzy dni potem został pochowany w grobowcu rodzinnym na nowym cmentarzu przy ul. Matejki w Sanoku. Jego brat Herman Zdzisław Scheuring (1894-1963) został lekarzem, po wojnie pozostał w Wielkiej Brytanii, a Wiesław (1901-1920), poniósł śmierć w wojnie polsko-bolszewickiej. Był żonaty z Heleną z domu Prugar (1907–1993), która była nauczycielką. Miał syna Witolda (1934-2017), doktora habilitowanego nauk weterynaryjnych.
Relacje Witold i Heleny Scheuringów zostały wydane przez Polskie Towarzystwo Ludoznawcze w książce pt. Ze Lwowa na Wschód. Historia małżeńskiej tułaczki, w serii Biblioteka zesłańca i podserii Świadectwa XX wieku, pod redakcją i ze wstępem dr. hab. Piotra Cichorackiego.

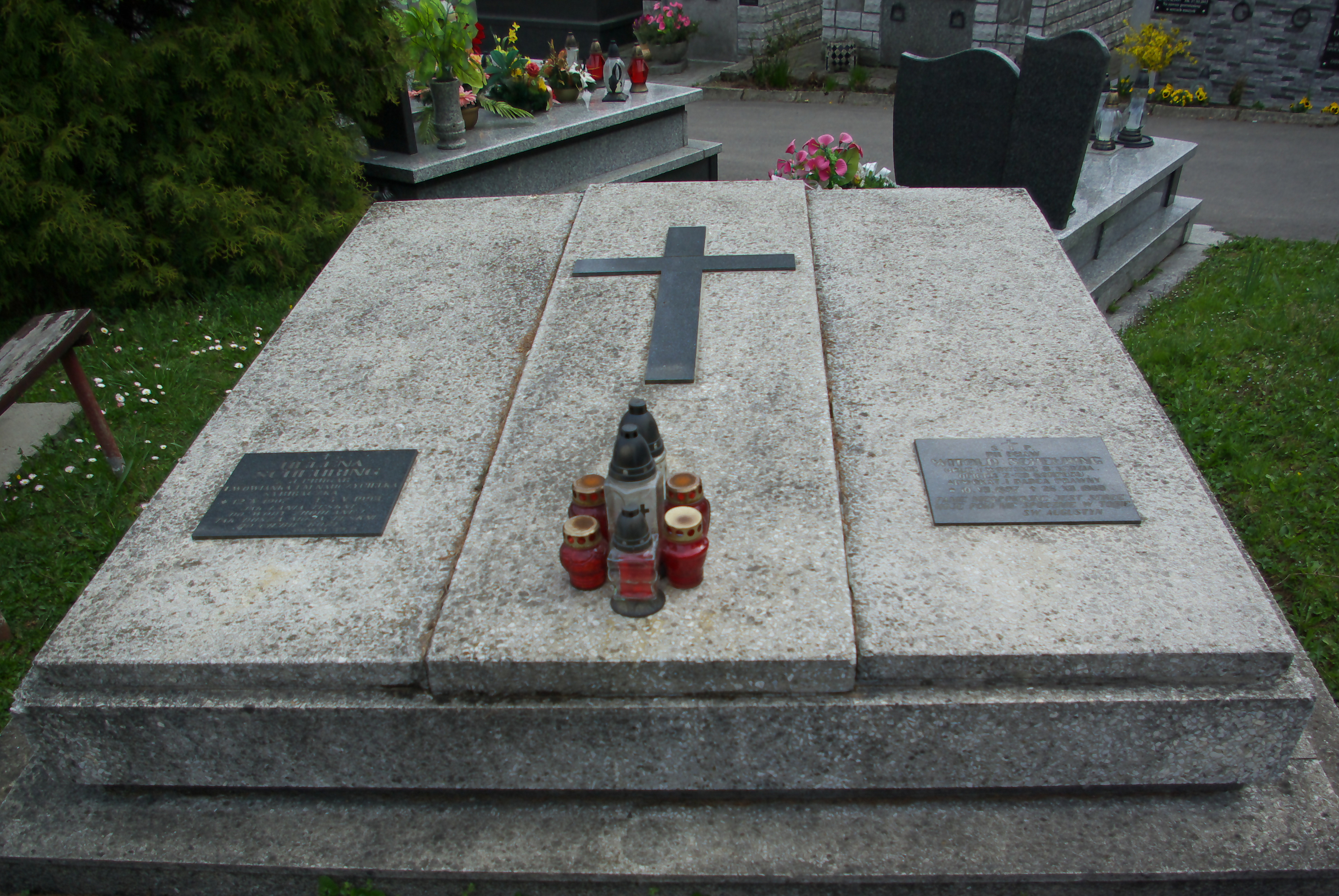
Grobowiec Witolda Scheuringa

## Odznaczenia
- Medal Zwycięstwa i Wolności 1945 (1976)[33]
- Medal Dziesięciolecia Odzyskanej Niepodległości[35]
- Brązowy Medal za Długoletnią Służbę[35]
- Odznaka pamiątkowa „Orlęta”[35]
- Medal Wojska[3]
- Gwiazda Italii[3]
- Medal Wojny 1939–1945[3]
- Union Jack[3]